# Robledo
Robledo je vulkanická kaldera. Leží v severozápadní části Argentiny. Na jižním okraji kaldery se nachází sopečný dóm Cerro Blanco del Robledo z obdobíholocénu. Okolí dómu je pokryto silnější vrstvou pemzových uloženin. V 90. letech 20. století byl satelitem potvrzen pokles kalderového dna.